# Grenzfeststellung
Als Grenzfeststellung werden in der deutschen und österreichischen Katastervermessung bestimmte Verfahren zur Bildung, Vermessung oder Kennzeichnung von Grenzen bezeichnet.
In einigen deutschen Bundesländern werden Grenzen einmalig festgestellt und bilden dann den maßgeblichen Katasternachweis. In anderen Bundesländern wird jede Übertragung einer im Kataster nachgewiesenen Grenze in die Örtlichkeit zur Prüfung der vorhandenen Abmarkung oder zur erneuten Abmarkung als Grenzfeststellung bezeichnet. Die Verfahrensabläufe und die Rechtswirkungen der Grenzfeststellung unterscheiden sich in den einzelnen Ländern. In der Regel werden Grenzfeststellungen auf Antrag vom zuständigen Katasteramt oder entsprechend befähigten Vermessungsbüros (Öffentlich bestellte Vermessungsingenieure) durchgeführt und sind kostenpflichtige Vermessungsleistungen.
Im österreichischen Grenzfeststellungsverfahren nach §§ 850 bis 853 des Allgemeinen bürgerlichen Gesetzbuches werden unkenntliche oder streitige Grenzen, die nicht im Grenzkataster enthalten sind, erneut kenntlich gemacht oder berichtigt.

## Grenzfeststellung als Grundlage des maßgeblichen Katasternachweises
In den Ländern Berlin, Brandenburg, Hamburg, Mecklenburg-Vorpommern, Nordrhein-Westfalen, Rheinland-Pfalz, Sachsen und Thüringen werden Grenzen einmal festgestellt und bilden dann den maßgeblichen Katasternachweis. Bei der Feststellung wirken auch die beteiligten Grundstückseigentümer mit.
Im nordrhein-westfälischen Kataster wird zwischen festgestellten und nicht festgestellten Grenzen unterschieden. Durch Teilungsvermessungen neu gebildete Grenzen werden festgestellt. Ältere Grenzen, die den Anforderungen des heutigen Grenzfeststellungsverfahrens genügen, gelten als festgestellt. Dies trifft auf die etwa seit dem Ende des 19. Jahrhunderts vermessenen Grenzen zu. Noch ältere Grenzen sind in der Regel nicht festgestellt, wenn sie nicht zwischenzeitlich im Rahmen einer Vermessung festgestellt wurden. Im Grenzfeststellungsverfahren wird die Lage der Grenze ermittelt und das Ergebnis der Grenzermittlung von den beteiligten Grundstückseigentümern anerkannt. Die Grenze wird kontrolliert aufgemessen und die Vermessungsergebnisse werden in den Katasternachweis übernommen. Bei festgestellten Grenzen genießt der Katasternachweis volle Beweiskraft und ist für künftige Vermessungen maßgeblich. Sind Grenzen nicht festgestellt, ist auch vom Katasternachweis auszugehen. Wegen der bisher fehlenden Anerkennung durch die Beteiligten und der fehlenden Kontrolle der Messungen ist seine Beweiskraft jedoch eingeschränkt. Die Kennzeichnung festgestellter Grenzen mit dauerhaften Grenzzeichen (Abmarkung) ist ein Verwaltungsakt. Dieser wird den Beteiligten bekanntgemacht, sie wirken aber nicht wie bei der Grenzfeststellung mit.

## Grenzfeststellung als Übertragung des Katasternachweises in die Örtlichkeit
In den Ländern Baden-Württemberg, Bayern, Bremen, Hessen, Niedersachsen, Saarland und Sachsen-Anhalt wird bei der Grenzfeststellung (auch Grenzherstellung) der im Liegenschaftskataster nachgewiesene Grenzverlauf in die Örtlichkeit übertragen und mit den vorgefundenen Grenzeinrichtungen (Grenzsteine, Zäune, Hausecken usw.) verglichen. Dies bedeutet, dass die idealerweise vorhandenen Vermessungszahlen (historische Fortführungsrisse, alte Katastermappen u. a.) ausreichend geometrische Bestimmungselemente wie Strecken, Winkel, Parallelitäten usw. enthalten, um den Grenzverlauf mathematisch rekonstruieren zu können. Beim Vergleich mit den örtlich vorhandenen Grenzmarken ergibt sich eventuell eine Diskrepanz, wenn z. B. durch Außeneinwirkung Grenzmarken entfernt wurden. Diese Sachverhaltsermittlung, welche Grundlage der Grenzfeststellung ist, wird Grenzermittlung genannt.
Der Begriff Grenzherstellung ist begrifflich unscharf, da Flurstücksgrenzen nicht „verschwinden“ oder „verloren“ gehen können. Sie sind primäres Element des Liegenschaftskatasters als amtliches Verzeichnis der Grundstücke im Sinne § 2 Abs. 2 der Grundbuchordnung. Da die Flurstücksgrenze als solche örtlich nicht erkennbar ist, werden in Knickpunkten der Flurstücksgrenzen Grenzmarken (Grenzsteine, Eisenrohre, Metallbolzen, Nägel u. a.) abgemarkt. Diese Grenzmarken werden im Rahmen der Grenzfeststellung bei Bedarf oder auf Antrag abgemarkt, um den Eigentümern den örtlichen Grenzverlauf zu verdeutlichen.